# Oreothalia pelops
Oreothalia pelops är en tvåvingeart som beskrevs av Axel Leonard Melander 1902. Oreothalia pelops ingår i släktet Oreothalia och familjen dansflugor.
Artens utbredningsområde är Idaho. Inga underarter finns listade i Catalogue of Life.